# Gregg Alexander
Pour les articles homonymes, voir Alexander.
Gregg Alexander, né Gregory Aiuto le 4 mai 1970 à Grosse Pointe, Michigan, est un chanteur, compositeur et producteur américain.

## Biographie
Il est mieux connu comme le chanteur des New Radicals (1997–1999). Avant la période des New Radicals il a enregistré deux albums solo, Michigan Rain et Intoxifornication.
Depuis la dissolution des New Radicals, il se concentre sur la production et la composition, remportant notamment un Grammy Award pour la chanson The Game of Love (2003) de Santana. Il a travaillé aussi avec Ronan Keating, Sophie Ellis-Bextor pour la chanson Murder on the Dancefloor, Enrique Iglesias, Texas, Geri Halliwell, Melanie C, Mónica Naranjo ou encore Boyzone.

## Discographie

### Albums
- Michigan Rain (1989)
- Intoxifornication (1992)
- Maybe You've Been Brainwashed Too (New Radicals, 1998)